# Al Bowlly
Al Bowlly (Maputo, 1898. január 7. vagy 1899. január 7. – London, 1941. április 17.) mozambiki származású gitáros, énekes. Az 1930-as években Nagy-Britannia legnépszerűbb énekese volt. Több mint 1000 dalt rögzített.

## Pályakép
Al Bowlly dél-afrikai születésű brit zenész volt az 1930-as években. Legnépszerűbb dalai közé tartozott a „Midnight, the Stars and You”, a „Goodnight, Sweetheart”, „The Very Thought of You”, „Guilty” és a „Love Is the Sweetest Thing”.
Görög, illetve libanoni származású szülei az USA-ból Ausztráliába utazva találkoztak. Ausztráliából aztán Mozambikba költöztek. Al Bowlly Maputóban született. 1903-ban a család később Dél-Afrikába költözött. Bowlly Johannesburgban nevelkedett. Dél-Afrikában volt borbély és zsoké is; alkalmi munkákból élt. Edgar Adeler zenekarában kezdett énekelni, és ukulelézni Johannesburg környékén. Bár azt ambiciónálta, hogy Angliába menjenek, végigjárták Rodéziát, Kelet-Afrikát, az indiai szubkontinenst és a Távol-Keletet. Végül kirúgták a zenekarból az indonéziai Surabayában.
Ezután fellépett a Kalkuttában és Szingapúrban. 1926-ban megjelent Al Bowlly legelső lemeze, amelyen bendzsón játszott, míg Pete Harmon énekelt.
Amikor az 1917-es forradalom után az emigráns orosz zenész elözönlötték Ázsiát,  Bowlly Sanghajban énekelt, majd Kalkuttába került Joe Speelman orosz szaxofonossal, Claude „Sax” MacGuire-rel  és Vic Halekkel, egy osztrák hegedűssel. Kalkuttába érkezésükkor Al Bowlly énekelt és bendzsózott. 1927-ben Bowlly végre eljutott Európába, és Berlinbe. Lemezre énekelte Irving Berlin „Blue Skies” című dalának feldolgozását. Zongorával és Al hawaii gitárral vették fel. A lemez B-oldalán az „Have You Met Rosie's Sister” című szám volt.
Berlin akkoriban az európai dzsessz fővárosa volt. Itt Bowlly több mint hetven számot vett fel ott fel remek zenekarokkal. Len Fillisnek, aki Bowlly régi barátja volt Dél-Afrikából, elküldte Muddy Waters című felvételét. A londoni Savoy Hotel éppen énekest keresett. Így került Bowlly végre Londonba.
1930-ban Bowlly szabadúszó volt. Több tucat lemezt vett fel egy sor zenekarral.
A Zenészszövetség szigorúan korlátozta külföldi zenészeket, de az énekeseket nem azonban nem.  Bowlly New Yorkban is énekesként kezdett dolgozni. A zenész, akivel a összeállítottak egy zenekart, Glenn Miller volt. A zenekar maga a „The Big Broadcast of 1936”-ban is szerepelt, de a programban már volt egy énekes, Bing Crosby, így Al Bowlly kimaradt. 1936-ban visszament Angliába.
1937 végén Bowllynál daganatot diagnosztizáltak, ezért visszament Amerikába, hogy megoperálják. Az eljárás sikeres volt. Hamarosan visszatért Angliába, és 1937. végén ismét stúdiófelvételeket készített.
Nem sokkal a második világháború kitörése után Bowlly Jimmy Mesene-vel, egy görög származású walesi énekes-gitárossal dolgozott és rádiósztárok lettek.
Londonban megkereste orvosát, éppen, amikor London az egyik legsúlyosabb légitámadást szenvedte el. Egy westernregényt olvasott, ahelyett, hogy a légiriadó miatt a menedékhelyre ment volna. A háza előtt az utcán felrobbant egy bomba ablaka alatt. Holtan találták az ágyában. Al Bowllyt a mi London egy tömegsírjában hantolták el.

## Lemezválogatás
- Time on My Hands (1931)
- Goodnight, Sweetheart (1931)
- Guilty (1931)
- Lullaby of the Leaves (1932)
- Looking on the Bright Side of Life (1932)
- Love Is the Sweetest Thing (1932)
- What More Can I Ask? (1932)
- Hustlin' and Bustlin' for Baby (1933)
- Close Your Eyes (1933)
- True (1934)
- Midnight, the Stars and You (1934)
- The Very Thought of You (1934)
- Isle of Capri (1934)
- Dinner for One Please, James (1935)
- It's a Lovely Day Tomorrow (1940)